# The Black Eagle
The Black Eagle (o Black Eagle) è un cortometraggio muto del 1915. Non si conosce il nome del regista del film prodotto dalla Edison.

## Trama
Trama di Moving Picture World synopsis in (EN)  su IMDb

## Produzione
Il film fu prodotto dalla Edison Company.

## Distribuzione
Distribuito dalla General Film Company, il film - un cortometraggio in una bobina - uscì nelle sale cinematografiche USA il 20 novembre 1915.